# Mine (Yamaguchi)
Mine (japanisch 美祢市, -shi) ist eine Stadt in der Präfektur Yamaguchi in Japan.

## Geographie
Mine liegt westlich von Yamaguchi und östlich von Shimonoseki. Es gibt dort große Kalk- und Zementfabriken. Etwa 80 Prozent der japanischen Produktion kommt von dort.

## Geschichte
Mine erhielt am 31. März 1954 Stadtrecht.

## Weblinks

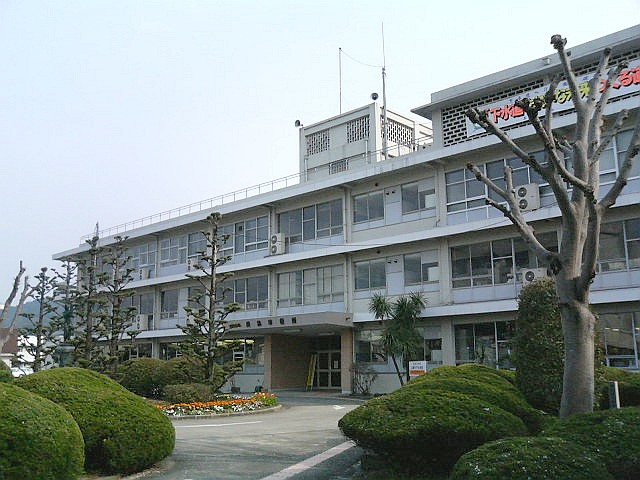
Rathaus von Mine

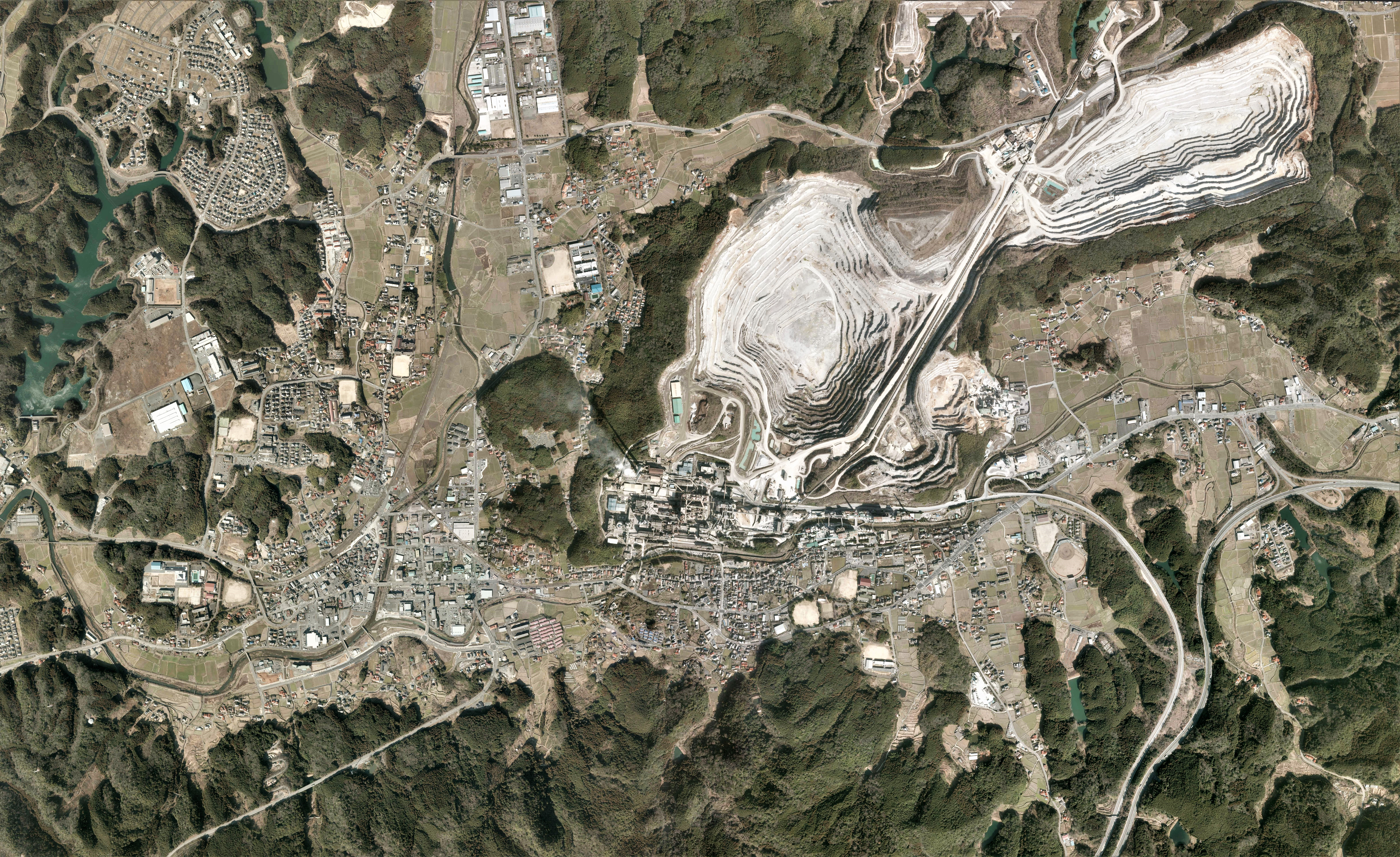
Luftaufnahme des Stadtzentrums von Mine

## Verkehr

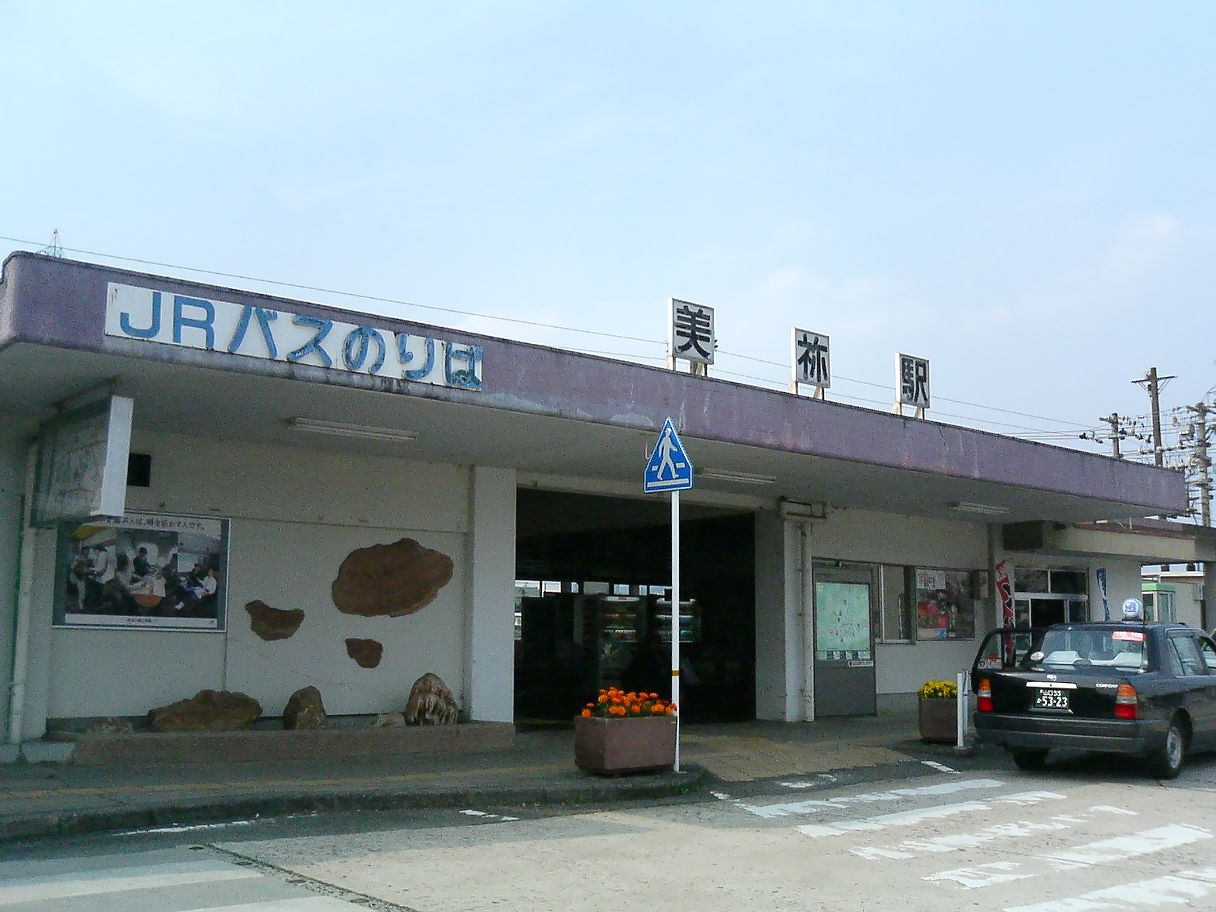
Bahnhof Mine

- Zug:
  - JR Mine-Linie
- Straße:
  - Chūgoku-Autobahn
  - Nationalstraße 316, 435

## Angrenzende Städte und Gemeinden
- Ube
- Shimonoseki
- Nagato
- Sanyō-Onoda

## Söhne und Töchter der Stadt
- Sekinari Nii (* 1943), Politiker